# Герб Яворівського району
Герб Я́ворівського райо́ну — офіційний символ Яворівського району Львівської області, затверджений рішенням Яворівської районної ради від 11.01.2002 р. № 212.

## Опис
Герб: у золотому полі щита зелений яворовий листок, у вигнутій синій основі — вигнута срібна вузька балка.
Великий герб: щит з гербом району підтримує з одного боку Архангел Михаїл золотого кольору, пам’ятний знак якого встановлено на могилі борців за волю України у м. Яворові, як символ багатовікової боротьби українського народу та краян за незалежність, а з іншого — золотий лев з червоним язиком як символ належності району до складу Львівської області, у верхній частині герба зображені елементи яворівської різьби, поєднані з Малим Гербом України, у нижній частині — стрічка синього кольору з золотистим написом «Яворівський район».